# Аарон Дуглас (художник)
Аарон Дуглас (англ. Aaron Douglas; 26 травня 1899, Топека, штат Канзас — 3 лютого 1979, Нашвілл) — афроамериканський художник і викладач університету Фіска.

## Життєпис, ранні роки
Народився в Топека, штат Канзас. Батьки — Аарон та Елізабет Дуглас. Художні здібності виявив у дитинстві і його пошуки були підтримані матір'ю. Середню освіту він отримав в рідному місті, школу закінчив 1917 року.

## Університетська освіта
Аарон Дуглас п'ять років навчався в університеті штата Небраска, котрий закінчив 1922 року. Бакалавра він отримав наступного року в університеті штата Канзас. Ще в період навчання в університеті штата Небраска отримав приз за малюнок, в ті роки він був єдиним афроамериканцем університету.

## Життя і праця в Нью-Йорку
1925 року він перебрався на житло і працю в місто Нью_Йорк. Оселився в кварталі Гарлем. Невдовзі почав працювати ілюстратором в журналах «Opportunity» та «The Crisis», котрі друкували в кварталі Гарлем.
В Нью-Йорку він став вивчати твори художника Вінолда Рейсса (1886—1953), німецького емігранта, що створював ілюстрації і декоративні стінописи у спрощених і схематизованих формах. Стилістика робіт Вінолда Рейсса захопила і Аарона Дугласа, перед котрим стояло завдання мати індивідуальну художню манеру, відмінну від манери решти інших нью-йоркських митців.
Ідейну програму творчості афроамериканських мешканців на той час розробляли Аллен Локк та Дюбуа, закликаючи підключитися до їх програми афроамериканських митців. Так, Аллен Локк ініціював видання « The New Negro», ілюстрації до котрого створив Вінолд Рейсс.

## Стінописи Аарона Дугласа
Аарон Дуглас як художник був залучний до державної програми підтримки безробітніх художників у США в роки економічної кризи.
У власних декоративних стінописах він відштовхувався не від настанов давньогрецького мистецтва, західноєвропейського відродження і італійської перспективи, а від мистецького надбання Стародавнього Єгипту і навіть масок Берегу Слонової Кістки. Він працював у стилістиці кольорового силуета та узагальнення типів, в котрих впізнаються африканці як попередники афроамериканців. Ідейними настановами були прагнення самоідентифікації афроамериканців, прагнення довести суспільству думку, що бути не білим, а чорношкірим нормально і навіть красиво. Праця Аарона Дугласа в галузі стінописів проходила на тлі спротиву білої більшості і підвищенню ненависті та расових утисків в добу економічної депресії.
Серед стінописів роботи А. Дугласа — «Гаріетт Табман», фреска в Беннет коледжі, 1930, «Негритянська історія», цикл фресок в університеті Фіск, 1930, «Dance Magic» (Магічний танок), фрески в готелі Шерман, Чикаго, 1930-31, «Сцени життя негрів», фрески в Шомбург Центрі досліджень в галузі негритянської культури, 1934 та інші.
У період 1928—1929 років він вивчав зразки африканського та західноєвропейського сучасного мистецтва в місті Меріон, штат Пенсільванія на грант від фонду Барнса.
1931 року Аарон Дуглас прибув у Париж, де продовжив вивчення традиційного мистецтва Франції, стажування проходив в Скандинавській академії.

## Обрані твори (неповний перелік)
- ілюстрації до журналів
- декоративна фреска в клубі «Ебоніт», 1927 (знищена)
- ілюстрації до видання Пола Морана "Black Magic ", 1929
- «Відпусти мій народ» (молитва Мойсея до єгипетського фараона), до 1939, музей мистецтва Метрополітен
- «Страшний суд», Національна галерея мистецтва, Вашингтон
- «Заснування міста Чикаго», Художній музей Спенсера, Лоуренс, штат Канзас
- ескізи до циклу «Сцени життя негрів», Художній музей (Балтимор), штат Меріленд
- Гаріетт Табман, фреска в Беннет коледжі, 1930
- «Негритянська історія», цикл фресок в університеті Фіск, 1930
- «Dance Magic» (Магічний танок), фрески в готелі Шерман, Чикаго, 1930-31
- «Сцени життя негрів», фрески в Шомбург Центрі досліджень в галузі негритянської культури, 1934

## Галерея (обрані фото)

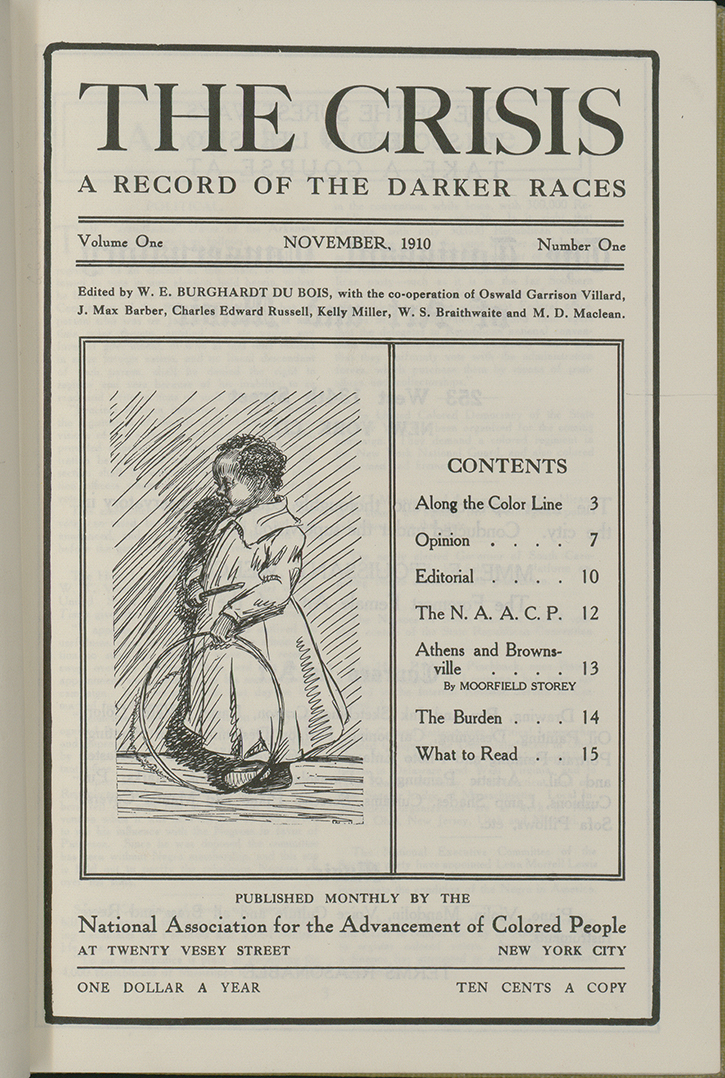
Обкладинка журналу «The Crisis», 1910 р.
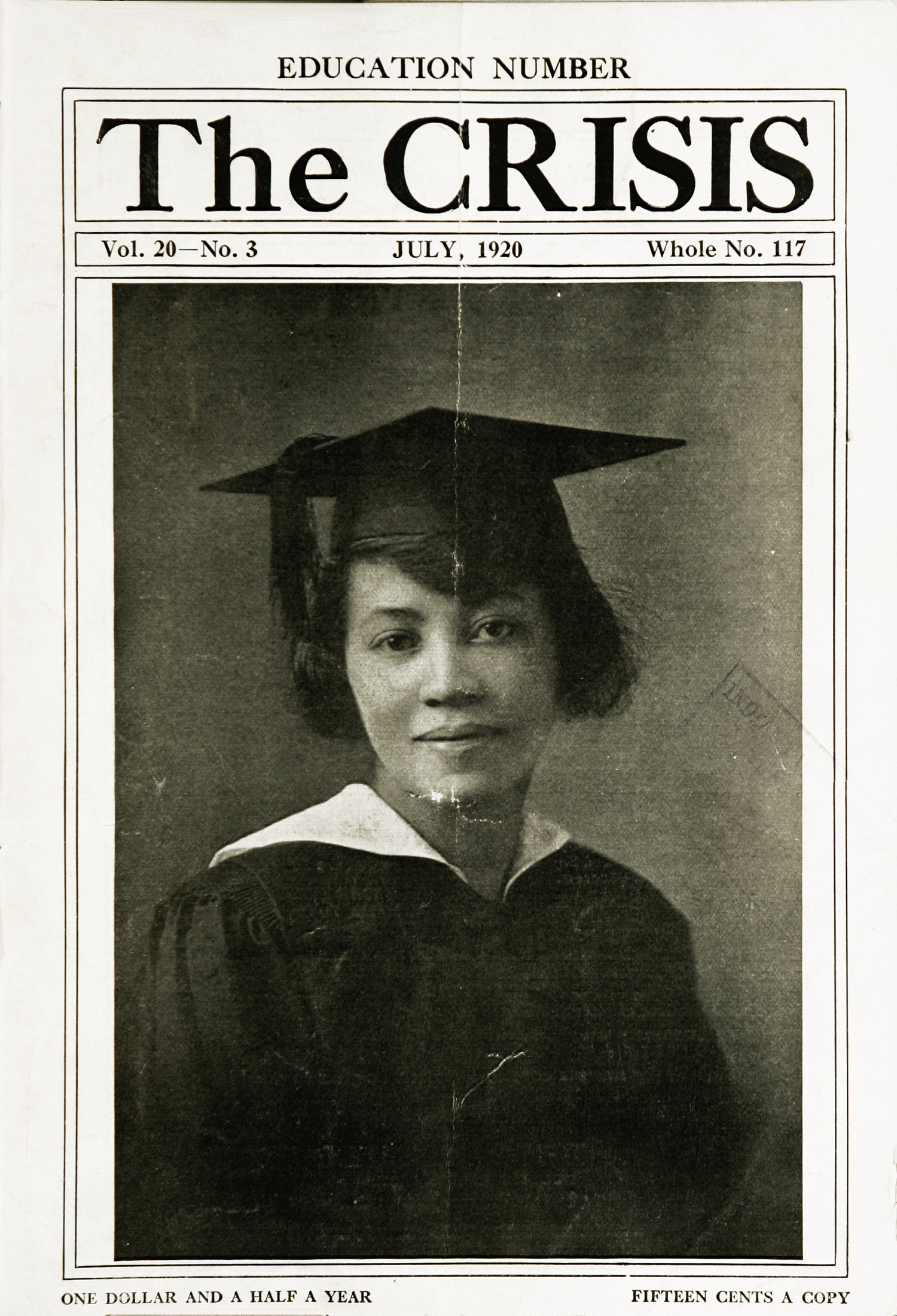
Обкладинка журналу «The Crisis», липень 1920 р.
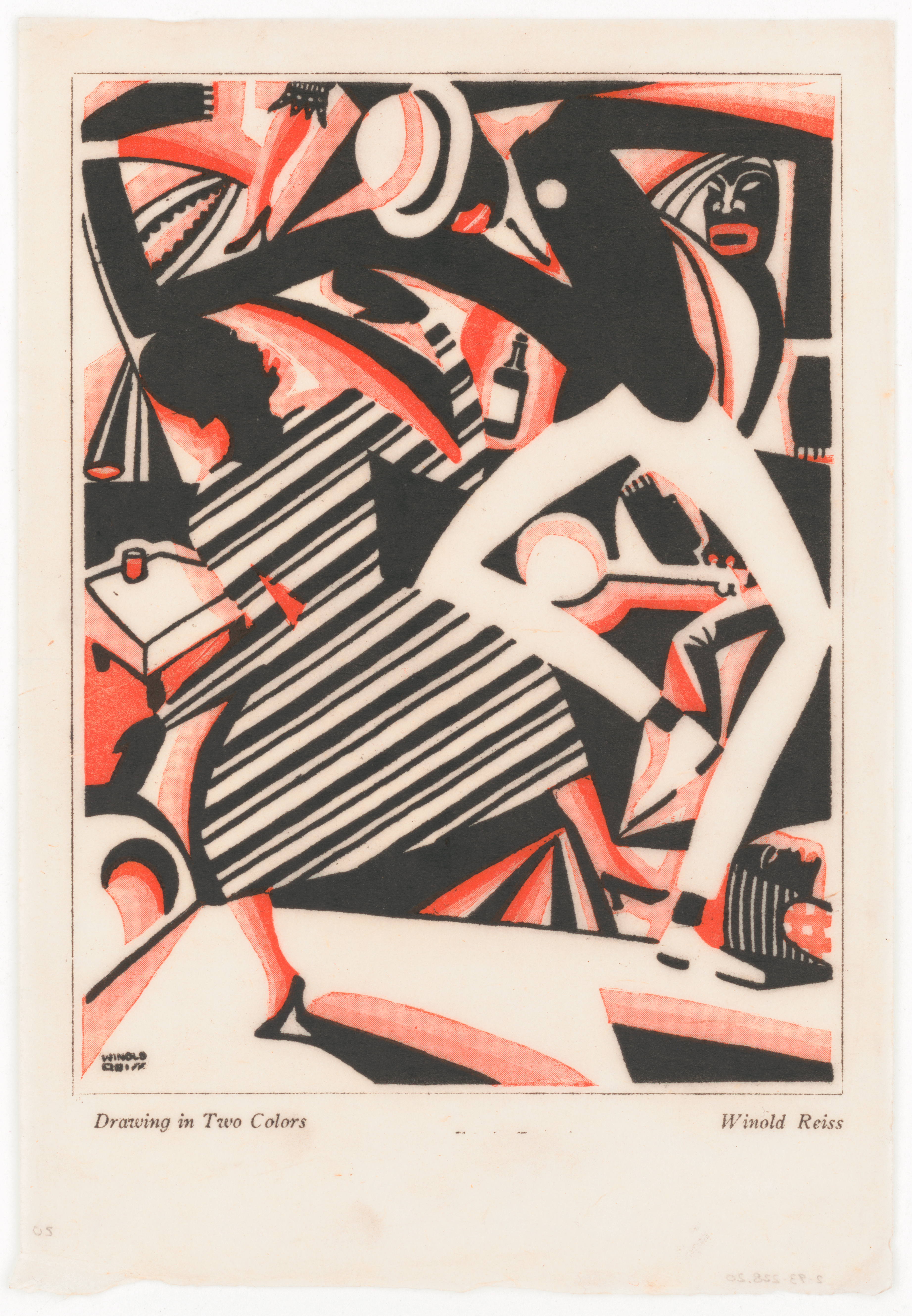
худ Вінолд Рейсс. Гравюра в два кольори. до 1920 р.